# Carl Albert Loosli

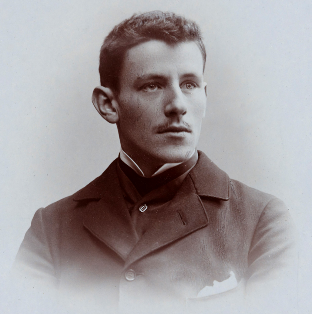
Carl Arbert Loosli (1898)

Carl Albert Loosli (4 de abril de 1877, em Schüpfen, Cantão de Berna - 22 de maio de 1959, em Berna-Bümpliz) foi um escritor e jornalista suíço.
Loosli nasceu como filho ilegítimo e passou vários anos em instituições de reintegração social para jovens, entre outros lugares no Castelo Trachselwald. Ao longo de sua vida permaneceu desintegrado socialmente e, desde a perspectiva da sociedade da época, rebelde. Na sua obra encontram-se, por isso, reiteradamente lamentações/críticas contra exclusões sociais e disciplinações de pessoas na margem da sociedade / socialmente excluídas; assim, ele criticou abertamente/veementemente em diversas obras a prisão provisória (Untersuchungshaft) e a categoria das instituições de prisões e defendeu/promoveu a criação de um direito penal para jovens que deva ser diferente do dos adultos.
Loosli foi ativo tanto como escritor como publicista e jornalista. Suas primeiras publicações foram publicadas sob o pesudônimo Carl Trebla. Pela amizade com o poeta Emanuel Friedli que escreveu em dialeto bernés (Berner Mundart-Dichter), Loosli também escreveu algumas obras no dialeto do Emmental (Emmentaler Dialekt). Com as obras em dialeto, ele representou uma compreensão/interpretação própria daquilo que comumente se entende por literatura da pátria (Heimatliteratur), cuja essência foi de evitar as sentimentalidades.
Como ele cresceu com duas línguas – o alemão suíço e o francês romand - ele cedo na sua vida, já antes de 1914 (o começo da primeira guerra mundial) percebeu o crescente/ameaçador abismo entre a parte alemã da Suíça (Deutschschweiz) e a parte francesa da Suíça (Westschweiz), que pela influência da oposição entre França e Alemanha teve suas consequências implícitas para a sociedade suíça (neste sentido dividida em duas partes); e Loosli tentou – parecidamente ao prêmio Nobel Carl Spitteler – lutar contra este fenômeno de divisão através de um panfleto (intitulado Ist die Schweiz regenerationsbedürftig?; em português: “a Suíça precisa de uma Regeneração?”, aludindo à época histórica suíça da Regeneração). Isto lhe trouxe (até ferventes) reações hostis da parte alemã da Suíça, enquanto que na Suíça francesa ele ainda permaneceu bem-vindo.
Uma coleção de artigos de jornais (intitulada Bümpliz und die Welt, de 1906; em português: “Bümpliz e o mundo”) lhe (conce)deu o “título”/rótulo de Philosoph von Bümpliz („o filósofo de Bümpliz“). 1912 seguiu o panfleto acima mencionado sobre a autocompreensão da Suíça (Selbstverständnis der Schweiz), que introduziu uma larga séri de obras literárias de aclamação e de promoção de reformas. O seu tema preferido era, sempre de novo, por um lado, as instituições de reintegração disciplinar laboral (Arbeitserziehungsanstalt), que marcaram fortemente a mocodade de Loosli, e por outro lado, um direito penal juvenil adequado/apropriado / não anacrônico. Além disto preocupou-se também com perguntas da política diaria e da política “linguística” (Sprachpolitik). Até seus últimos anos de vida, ele ainda era ativo como publicista, finalmente como redator de cartas abertas (offene Briefe). Muitas das obras de Loosli são acusações programáticas contra a sociedade; foi por isso que ele se proclamou a sim mesmo como „o escritor menos literário da Suíça“ (der unliterarischste aller schweizerischen Schriftsteller).
O famoso texto de Loosli intitulado ironicamente Die schlimmen Juden! (“os maus judeus”), publicado em 1927 e concebido como crítica ao antisemitismo, o qualificou como experto (Sachverständiger) no processo sobre os protocolos dos sábios de Zion que aconteceu em 1935 na cidade de Berna. Apesar de que ele exigiu já naquela época, que a discriminação dos judeus, como de qualquer minoria, deveria ser proibida legalmente, ele viu na “questão dos judeus” (Judenfrage) um verdadeiro mal-estar social. Como solução desse mal-estar ele propôs em 1927 a igualdade de direitos sem exceção (durchgehende Gleichberechtigung) da população judia, cuja inserção/osmose nos Arianos deveria poder acontecer dentro de pouco tempo (binnen verhältnismässig kurzer Zeit). A postulação da assimilação plena ao „povo hospedeiro“ (Wirtsvolk) foi, como consequência, criticado pelo lado judeu como exigência de autoresolução dos judeus (Selbstauflösung des Judentums). Loosli percebeu a inconsistência de seu postulado e revisou sua posição em 1930 na série de artigos intitulada Die Juden und wir (“Os judeus e nós”): naquele escrito, ele não queria assimilação plena, mas „adaptação a uma maioria“ - de „adaptação“, e essa seria „uma questão da liberdade de crença e de consciência constitucionalmente assegurada/afirmada“. Frente ao antisemitismo nacional-socialista, Loosli acusou em 1936 então a exagerade vontade de adaptação dos „judeus assimilados alemãos“ (deutsches Assimilationsjudentum). A posição ambigua na questão da assimilação o expôs à crítica durável de que ele seja um filossemitismo que pensa antisemiticamente.
O legado de C. A. Looslis é archivado no Archivo Literário Suíço assim como no Archivo municipal de Berna. Nos últimos anos foram publicadas coletâneas de Loosli na Editora Rotpunktverlag: Eine siebenbändige Werkausgabe (2006–2009), o volume poético Mys Ämmital (2009), o livro Loosli für die Jackentasche (2010) contendo contos, poesia e sátiras assim como o romance policial Die Schattmattbauern (2011).